# Pedra Branca do Amapari
Pour les articles homonymes, voir Pedra Branca.
Pedra Branca do Amapari est une municipalité brésilienne du centre-ouest de l'État de l'Amapá, située dans la mésorégion Sud. Sa population est de 7 332 habitants (IBGE 04/2007), pour une superficie de 9 495 km2. Sa densité de population est donc de 0,77 habitant/km2.
Elle fait limite avec Oiapoque au Nord, Serra do Navio à l'Est, Porto Grande au Sud-Est, Mazagão au Sud-Ouest et Laranjal do Jari à l'Ouest.

## Histoire
Pedra branca signifie « pierre blanche » en portugais. Le nom du lieu vient de l'époque où les Noirs marrons Samaracá de Guyane venaient exploiter l'or sur le territoire de l'actuelle municipalité. Pour se rappeler les lieux de leur passage, ils marquaient les pierres blanches du rio Amapari. Ces points de repère servaient pour toutes les personnes qui les suivaient pour les mêmes motifs.
La municipalité fut créée le 1er mai 1992 par la loi n° 0008.

## Géographie
Cet ancien district de Serra do Navio est une région de collines et de petites montagnes au relief bien accentué.
Le climat est équatorial très humide, avec une saison « sèche » de septembre à mi-décembre et une saison humide le reste du temps. Les précipitations atteignent 3 000 mm par an.
Températures :
- Maxima : 32 °C
- Moyenne : 30 °C
- Minima : 20 °C

## Économie
Secteur primaire : élevage bovin, de buffles et de porcs ; pêche ; culture de manioc, de bananes et d'autres productions équatoriales.
L'exploitation forestière de bois « nobles » est importante. Les gisements de manganèse furent les plus importants du monde, mais leur importance diminue du fait de la prospection intensive. Des mines d'or participent aussi de l'économie locale.